# Station Hemmen-Dodewaard
Station Hemmen-Dodewaard ligt aan de Betuwelijn in de gemeente Neder-Betuwe, tussen het dorpje Hemmen aan de noordoostzijde en het grotere dorp Dodewaard aan de zuidwestzijde. Het heeft twee perrons in bajonetligging.
Het station wordt bediend door de treindienst tussen Tiel en Arnhem, die sinds eind 2012 door Arriva wordt uitgevoerd. Op weekdagen tussen 6:30 en 21:00 uur rijden er twee treinen per uur in elke richting, daarbuiten rijdt er eens per uur een trein per richting.
Het station is geopend in 1882 naar een ontwerp van M.A. van Wadenoyen. Het karakteristieke stationsgebouw wordt gebruikt als woning, kaartverkoop vindt plaats via de automaat buiten het gebouw.
De zeventien treinstations van het Standaardtype Hemmen zijn naar dit station vernoemd, omdat dit het eerste station van dit type was.
Het station heeft sinds 1999 status rijksmonument.

## Verbindingen
| Serie       | Treinsoort         | Route                                            | Bijzonderheden             |
| ----------- | ------------------ | ------------------------------------------------ | -------------------------- |
| 31100 RS 33 | Stoptrein (Arriva) | Arnhem Centraal – Elst – Hemmen-Dodewaard – Tiel | Stopt niet te Arnhem Zuid. |

## Dienstwoning en voormalig loket
In 1985 werd het loket op dit station vervangen door een kaartjesautomaat. Tot 2007 was het pand in gebruik als dienstwoning van de Nederlandse Spoorwegen. In 2004 is het pand aan de buitenzijde gerenoveerd en is het volledige dak vernieuwd. Nadien werd het station in 2007 verkocht aan Stichting 'Lijndensch Fonds'. Tot op heden is erg nog geen herbestemming gevonden voor het pand en verkeert het door gebrek aan onderhoud in een desolate toestand.

## Afbeeldingen

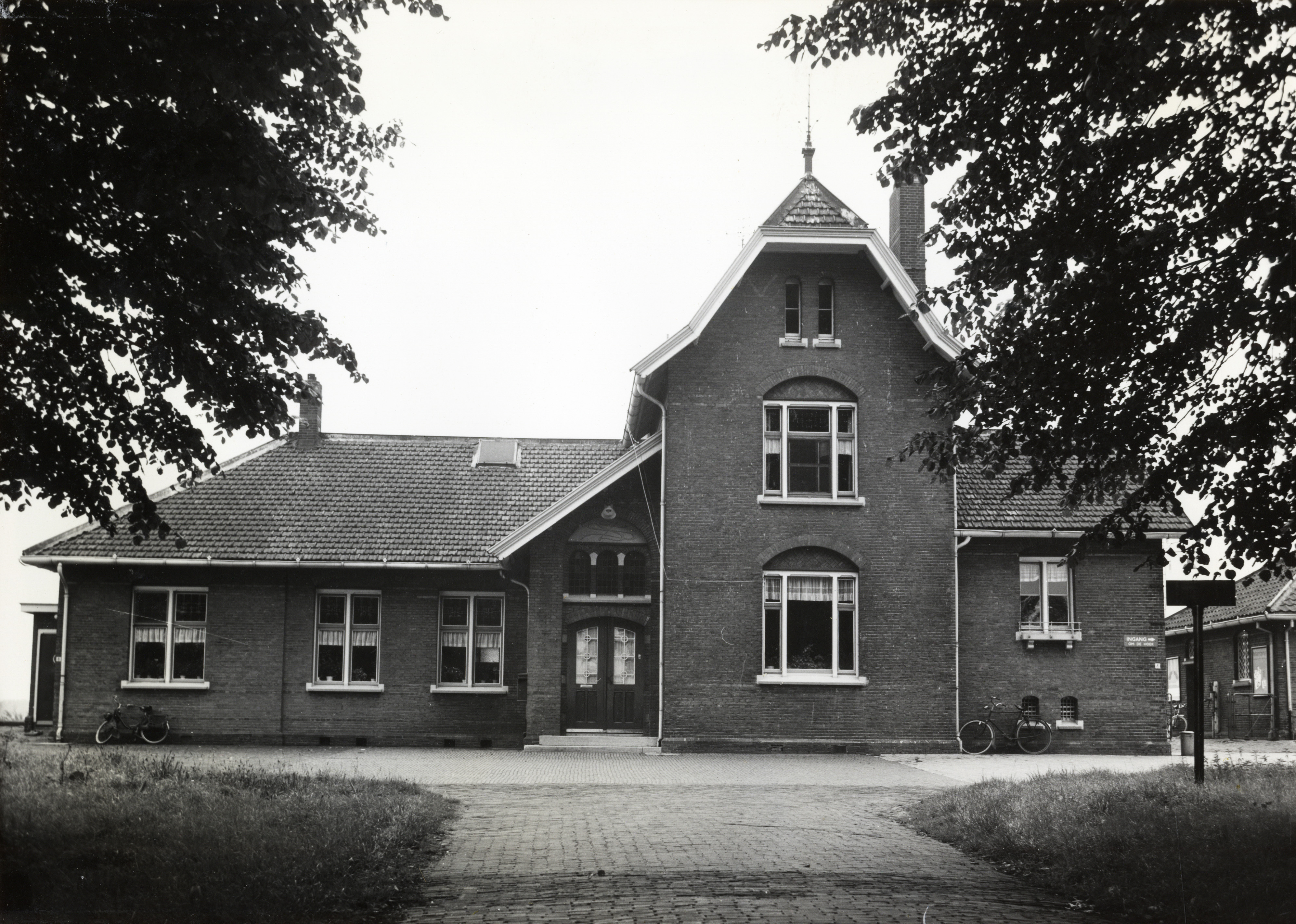
Station in 1967
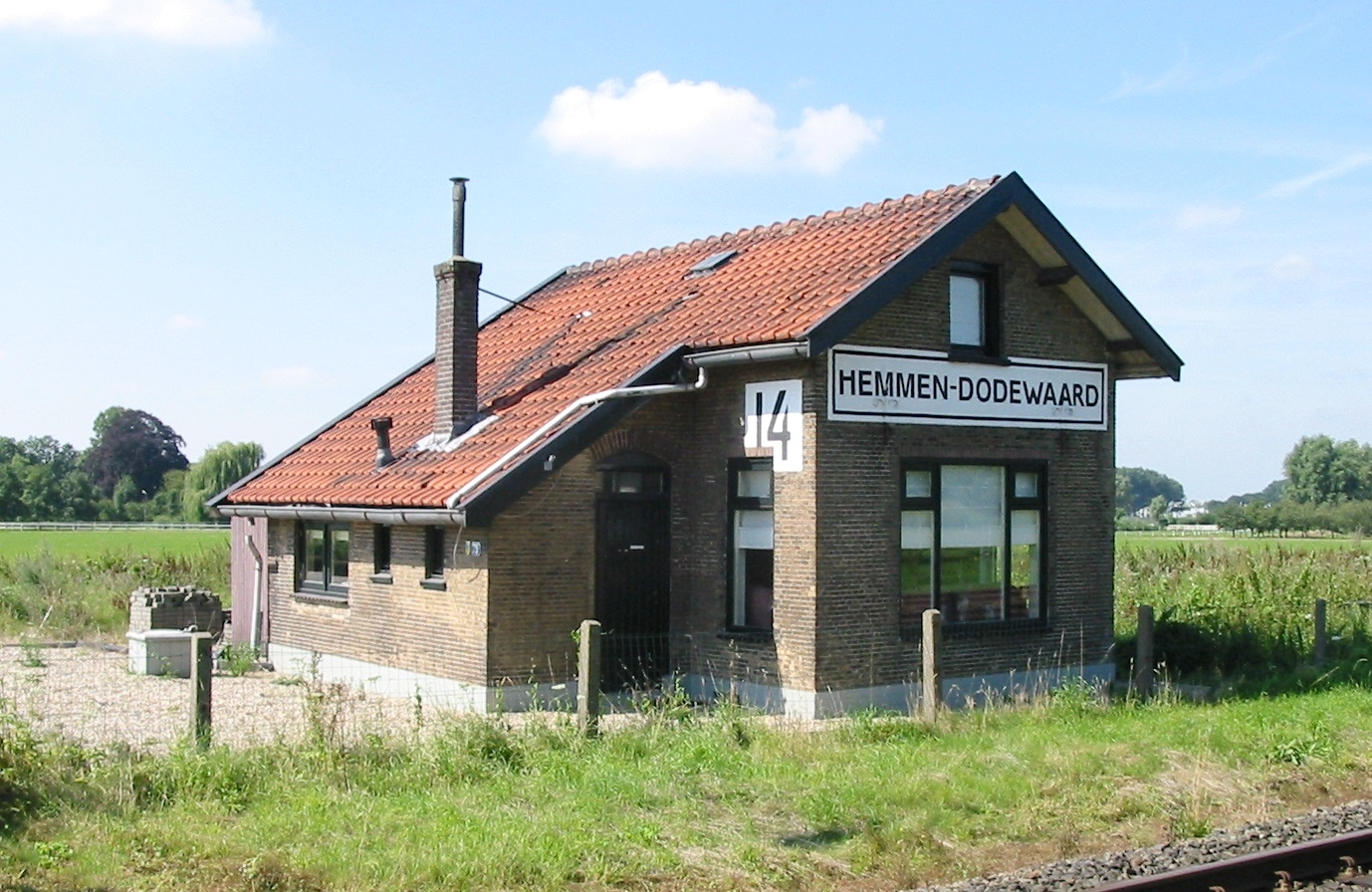
Voormalige wachtpost bij station Hemmen-Dodewaard
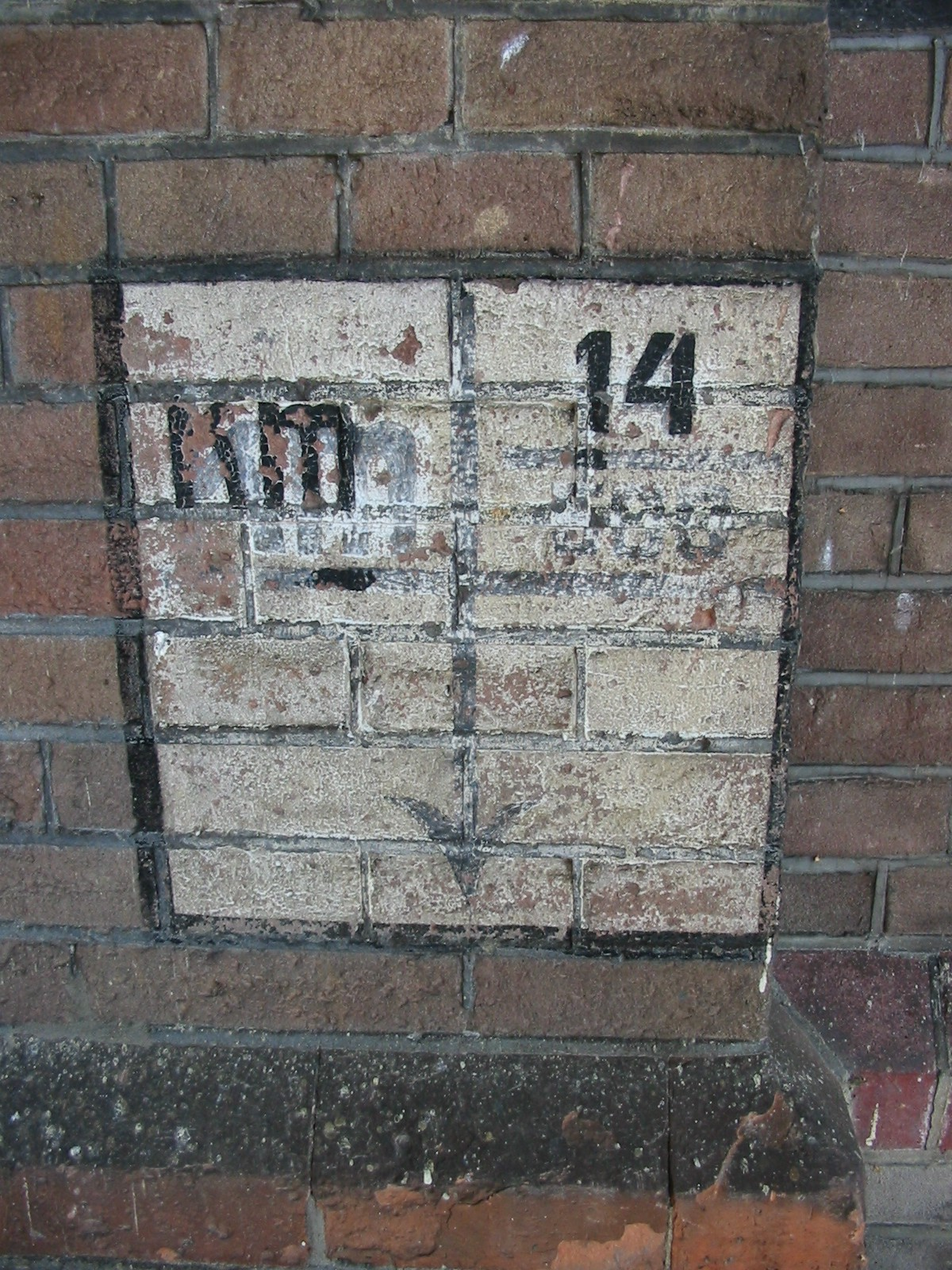
Station Hemmen-Dodewaard
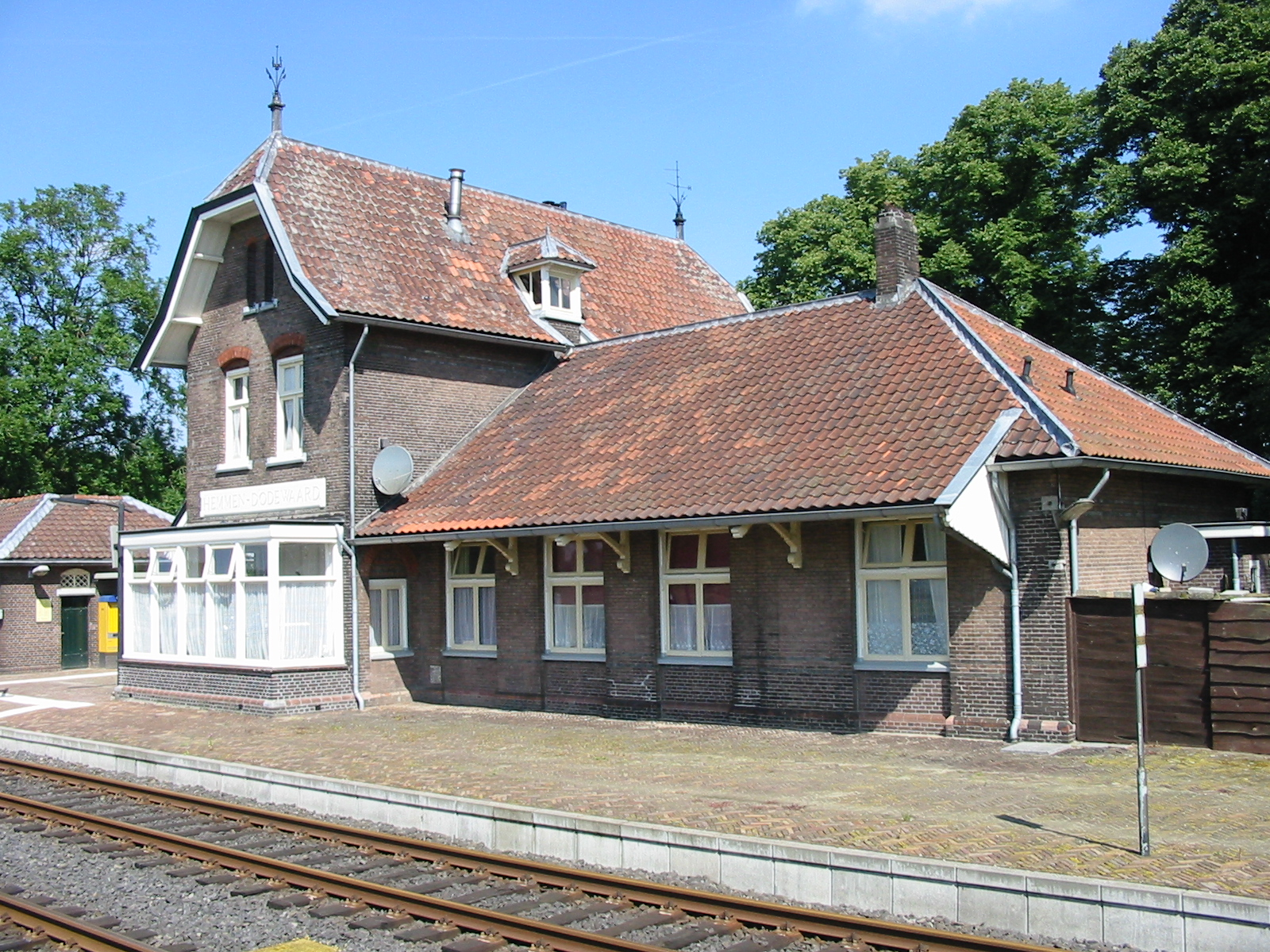
Station Hemmen-Dodewaard
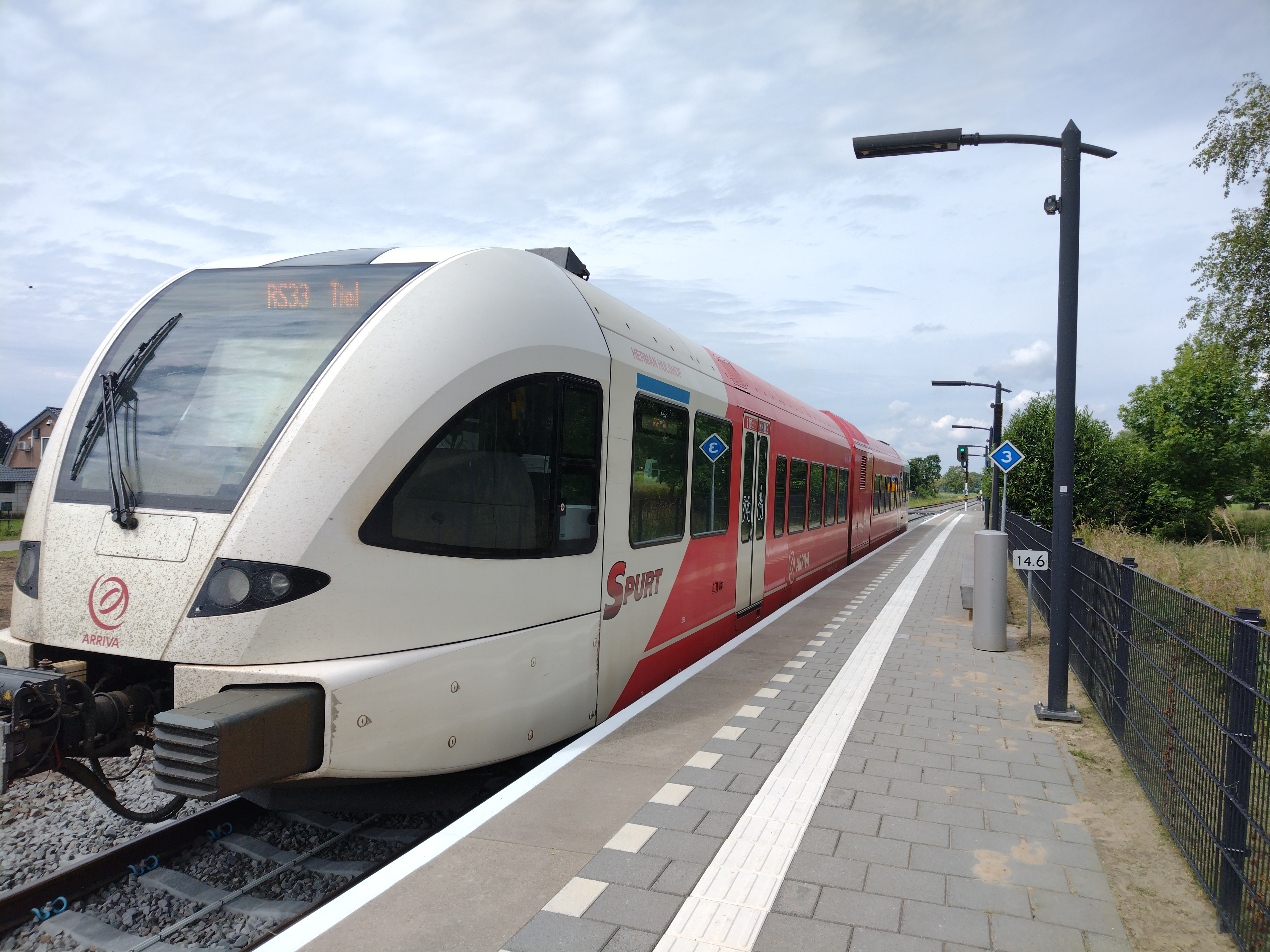
Arriva GTW op het station
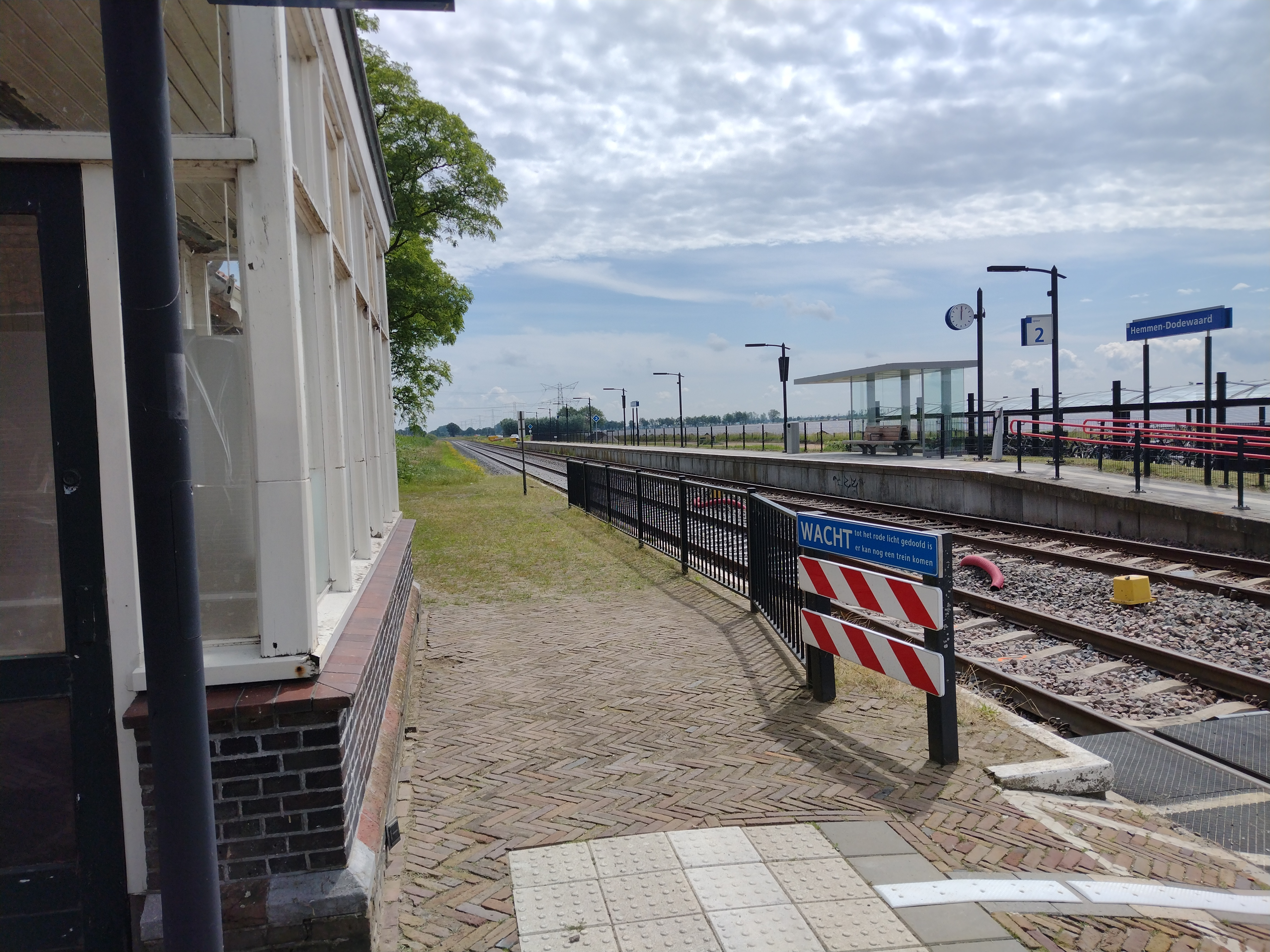
Perrons